# Deutsche Poolbillard-Meisterschaft 2003 (Senioren)
Die Deutsche Poolbillard-Meisterschaft 2003 war die 19. Austragung zur Ermittlung der nationalen Meistertitel der Senioren in der Billardvariante Poolbillard. Sie wurde im Stahlpalast in Brandenburg an der Havel ausgetragen.
Es wurden die Deutschen Meister in den Disziplinen 14/1 endlos, 8-Ball, 9-Ball und 8-Ball-Pokal ermittelt.

## Medaillengewinner
| Disziplin    | Gold                                | Silber                           | Bronze                         | Bronze                                     |
| ------------ | ----------------------------------- | -------------------------------- | ------------------------------ | ------------------------------------------ |
| 14/1 endlos  | Holger Gries (1. PBC Karben)        | Willi Ludwig (PBC Knielingen)    | Werner Kohnle (BSC Augsburg)   | Hans-Jörg Müller (1. PBC Sonthofen)        |
| 8-Ball       | Willi Ludwig (BC Sindelfingen)      | Thomas Damm (1. PBC Gera)        | Olaf Köster (BC Queue Hamburg) | Siegfried Bund (PBC Ballhunters Troisdorf) |
| 9-Ball       | Werner Kohnle (BSC Augsburg)        | Olaf Köster (BC Queue Hamburg)   | Jörg Rywotzki (BC Oberhausen)  | Thomas Damm (1. PBC Gera)                  |
| 8-Ball-Pokal | Hans-Jörg Müller (1. PBC Sonthofen) | Ralf Waschkewitz (BC Oberhausen) | Werner Kohnle (BSC Augsburg)   | Bernd Woitanowski (BSF Kurpfalz)           |

## Modus
Die 32 Spieler, die sich über die Landesmeisterschaften der Billard-Landesverbände qualifiziert haben, spielten zunächst im Doppel-KO-System. Ab dem Viertelfinale wurde im KO-System gespielt.

## Wettbewerbe
Aus Gründen der Übersichtlichkeit werden im Folgenden jeweils nur die 16 bestplatzierten Spieler notiert.

### 14/1 endlos
| Platz | Spieler             | Verein                      |
| ----- | ------------------- | --------------------------- |
| 1     | Holger Gries        | 1. PBC Karben               |
| 2     | Willi Ludwig        | PBC Knielingen              |
| 3     | Werner Kohnle       | BSC Augsburg                |
| 3     | Hans-Jörg Müller    | 1. PBC Sonthofen            |
| 5     | Günter Geisen       | BC Oberhausen               |
| 5     | Norbert Reimus      | SE Schwarze Acht Gevelsberg |
| 5     | Siegfried Bund      | PBC Ballhunters Troisdorf   |
| 5     | Peter Plassmann     | SG Herne-Stamm/Sodingen     |
| 9     | Ralf Waschkewitz    | BC Oberhausen               |
| 9     | Jörg Gutowski       | PBC Düren-Nord              |
| 9     | Dirk van den Dungen | PBSC Michelstadt            |
| 9     | Bernd Woitanowski   | BSF Kurpfalz                |
| 13    | Jörg Rywotzki       | BC Oberhausen               |
| 13    | Hans-Günter Brand   | PBC Bork 73                 |
| 13    | Wolfgang Siethoff   | BC Feuersee                 |
| 13    | Dieter Michel       | BC Dissen                   |

### 8-Ball
| Platz | Spieler            | Verein                      |
| ----- | ------------------ | --------------------------- |
| 1     | Willi Ludwig       | BC Sindelfingen             |
| 2     | Thomas Damm        | 1. PBC Gera                 |
| 3     | Olaf Köster        | BC Queue Hamburg            |
| 3     | Siegfried Bund     | PBC Ballhunters Troisdorf   |
| 5     | Ralf Waschkewitz   | BC Oberhausen               |
| 5     | Hans-Jörg Müller   | 1. PBC Sonthofen            |
| 5     | Toni Demo          | PBF Schleifmühle            |
| 5     | Uwe Heiligenhaus   | Mönchengladbacher BV        |
| 9     | Jörg Rywotzki      | BC Oberhausen               |
| 9     | Oskar Gold         | PC 69 Babenhausen           |
| 9     | Werner Kohnle      | BSC Augsburg                |
| 9     | Klaus Karow        | PBC Bremen Neustadt         |
| 13    | Alexander Hoffmann | PBC 77 Viktoria Berlin      |
| 13    | Dieter Michel      | BC Dissen                   |
| 13    | Norbert Reimus     | SE Schwarze Acht Gevelsberg |
| 13    | Rolf Commerscheidt | PBC Fortuna Aachen          |

### 9-Ball
| Platz | Spieler            | Verein                    |
| ----- | ------------------ | ------------------------- |
| 1     | Werner Kohnle      | BSC Augsburg              |
| 2     | Olaf Köster        | BC Queue Hamburg          |
| 3     | Jörg Rywotzki      | BC Oberhausen             |
| 3     | Thomas Damm        | 1. PBC Gera               |
| 5     | Harald Heller      | BC Colours Benrath        |
| 5     | Jörg Gutowski      | PBC Düren-Nord            |
| 5     | Richard Hartmann   | PBC Sand                  |
| 5     | Andreas Leykamm    | 1. PBC Karben             |
| 9     | Ralf Waschkewitz   | BC Oberhausen             |
| 9     | Derek Hook         | BV Pool Breaker Worms     |
| 9     | Alexander Hoffmann | PBC 77 Viktoria Berlin    |
| 9     | Günter Geisen      | BC Oberhausen             |
| 13    | Michael Reimer     | PBC Kreuzberg             |
| 13    | Hans-Jörg Müller   | 1. PBC Sonthofen          |
| 13    | Uwe Smarsly        | Mönchengladbacher BV      |
| 13    | Janny Rassanis     | PBC Ballhunters Troisdorf |